# Quixadá Futebol Clube
Quixadá Futebol Clube é um clube brasileiro de futebol, da cidade de Quixadá. O clube disputará o Campeonato Cearense Série B de 2025. Sedia seus jogos no Estádio José Antonio Abílio de Lima, o famoso Abilhão, que em dia de jogos vira um verdadeiro caldeirão, sendo assim muito difícil para os adversários de bater o Quixinha em sua casa. Suas cores são o azul, verde e amarelo. O Quixadá é um dos times mais regulares do interior do estado. Desde que garantiu o acesso à elite do futebol cearense, ao sagrar-se Campeão da Segunda Divisão em 1967, o Canarinho participa regularmente da Primeira Divisão do Campeonato Cearense, com exceção dos anos de 1981, quando pediu licença à Federação Cearense de Futebol por problemas financeiros, e em 2001 e 2002 quando esteve na divisão de acesso.
Curiosamente, em 2007 o time do Quixadá não mandou seus jogos em sua cidade, no tradicional Estádio Abilhão, pois não recebeu o apoio usual da Prefeitura de seu município. O Canarinho acabou sendo socorrido pela Prefeitura Municipal de Horizonte e, em troca disso, passou a mandar suas partidas no Estádio Clenilsão, em Horizonte. Em 2010, a equipe mandou parte de seus jogos do Campeonato Cearense de 2010 no Estádio Pedro Eymard, em Morada Nova.
No Campeonato Cearense de 2011, o Quixadá terminou na 11º colocação e foi rebaixado para a Segundona do Estadual no qual ficou na quinta colocação e não conseguiu o acesso. Porém no ano seguinte, o Quixinha chegou até a final do certame perdendo para o Itapipoca e assim, garantido o retorno a elite do futebol cearense.

## Símbolos

### Uniformes
As cores principais do time são o verde, o amarelo e o azul. O uniforme principal consiste de camisa amrela com mangas azuis e detalhes verdes nos ombros, calções amarelos e meias amarelas.
O 2º uniforme é composto de camisas brancas com detalhes verdes nos ombros, calções brancos e meias brancas.

### Mascote

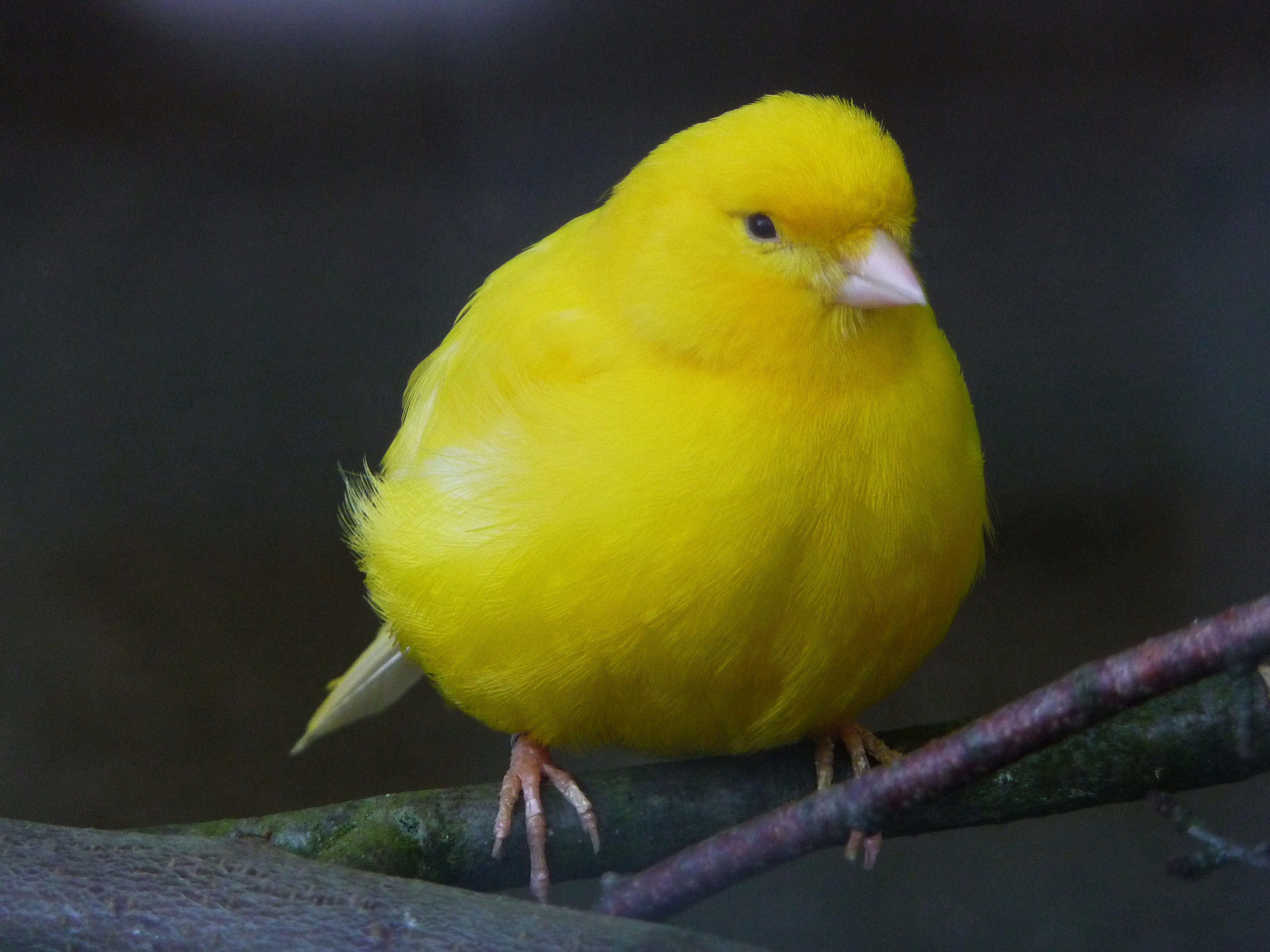
Canário - Mascote do Quixadá Futebol Clube

O mascote do Quixadá é o Canário, por causa de sua camisa amarela, carinhosamente chamado pela sua torcida de Canarinho do Sertão.

### Torcida
O Quixadá Futebol Clube tem as torcidas organizadas: Força Independente Canarinho e Torcida Organizada do Quixadá (TOQ).

## Participações
|  | Participações em 2025 |

| Competição | Competição          | Temporadas | Melhor campanha           | Estreia | Última | P | R |
| Ceará      | Campeonato Cearense | 46         | 4º colocado (1997 e 1998) | 1968    | 2026   |   | 3 |
| Ceará      | Série B             | 8          | Campeão (1967)            | 1966    | 2025   | 4 | – |
| Ceará      | Série C             | 2          | Campeão (2024)            | 2021    | 2024   | 1 |   |
| Brasil     | Série C             | 1          | 20º lugar (1997)          | 1997    | 1997   | – | – |

### Títulos
| ESTADUAIS | ESTADUAIS                     | ESTADUAIS | ESTADUAIS  |
|           | Competição                    | Títulos   | Temporadas |
|           | Campeonato Cearense - Série B | 1         | 1967       |
| --------- | ----------------------------- | --------- | ---------- |
|           | Campeonato Cearense - Série C | 1         | 2024       |

### Campanhas de destaque
- Vice-campeonato Cearense da Segunda Divisão: 4 vezes (1966, 2002, 2013, 2025).

## Ranking da CBF
- Posição: 350º
- Pontuação:1 ponto

Ranking criado pela Confederação Brasileira de Futebol que pontua todos os times do Brasil.